# Trigonella popovii
Trigonella popovii är en ärtväxtart som beskrevs av Jevgenij Korovin. Trigonella popovii ingår i släktet trigonellor, och familjen ärtväxter. Inga underarter finns listade i Catalogue of Life.